# 新宿アルタ
新宿アルタ（しんじゅくアルタ、Shinjuku ALTA）は、かつて東京都新宿区新宿三丁目の新宿駅東口駅前に存在したファッションビル。2000年にダイビルが所有権を取得したことから現在のビルの正式名称は「新宿ダイビル」となる。主に商業施設が入居したほか、7階と8階にはかつてテレビスタジオ「スタジオアルタ」として、バラエティ番組『笑っていいとも!』の公開生放送等が行なわれていた多目的劇場「KeyStudio」があった。単に「アルタ」と呼ばれる事が多かった。1980年の開業から45年後、2025年2月28日20時30分に営業を終了し閉館した。同年4月から建物の解体作業を開始する予定。なお、東京メトロ丸ノ内線新宿駅のB13出口はビルと一体化しているため、工事期間中は閉鎖される。「アルタ前」は待ち合わせ場所として有名であった。

## 概要
名称の由来は「オルタナティブ（ALTernAtive）」で、「既存のものに対する新しいもの、常に新しいモノを発信する」という意味合いで名付けられた。
1980年、新宿3丁目24番にて竣工。当時の名称は「新宿情報ビル・スタジオアルタ」。当初から7階にテレビ放送に対応したスタジオを有し、新宿駅東口に面した壁面には日本初の大型街頭ビジョン（アルタビジョン）を設置した。街頭ビジョンではスポーツ中継のパブリックビューイングやニュース番組、交通情報などが放映されていた。設置当初からバブル期までは白熱電球による橙色系のモノクロ表示だったが、後にカラー化されてハイビジョン化された。
新宿アルタのCMキャッチコピーは「アルタDEデート」。
当地にはかつて、三越（現：三越伊勢丹）が出資していた1926年創業の「二幸食品店」と呼ばれる食料品専門のショッピングセンターがあり、そのビルを三越主導で建て替え・再開発した。建て替え・再開発にあたっては、フジテレビジョンと東京12チャンネル(現:テレビ東京)が資本参加しており、多目的スタジオの設置も計画された。それがスタジオアルタであり、三越やその提供番組の『レディス4』とのつながりもあり、完成当初はテレビ東京もスタジオアルタを番組制作に多く利用していた。

## 新宿アルタ
地下2 - 地上6階以下のスペースは、三越伊勢丹プロパティ・デザインが運営するテナントビルで、主に若年女性向けの衣料・雑貨店がテナントして入り、2005年には全店舗が女性向けのテナントとなっていた。
しかし、その後に新宿駅東口と直結するルミネエスト新宿の開業や、周辺にファストファッション店が相次ぎ出店したことから、若年顧客が離れた。また2014年3月末で『笑っていいとも!』の放送が終了したことも逆風となり、スタジオや機材の使用料収入が減った。そうした経営環境を踏まえ、運営会社の親会社である三越伊勢丹ホールディングスは、「新宿アルタは、トレンドへの関心が高い幅広い世代にターゲットを拡大するため、2018年夏ごろまで（テナント入れ替えなどの）再構築を進めていく」とし、テナント入れ替えの第一弾として、同年6月22日に40代以上を主な顧客とする衣料品カタログ販売の「DoCLASSE（ドゥクラッセ）」とコンフォートシューズブランド「fitfit（フィットフィット）」のブランド併合の旗艦店が1階にオープンした。
1・2階は街頭イベントが行うことができる構造となっており、待ち合わせのスポットとしても用いられる。地上2階の「バルコニーステージ」では、ビデオサインと連動した東北新幹線開通記念式典（1982年6月20日）、薬師丸ひろ子「セーラー服と機関銃」ヒロコDEデート（1981年11月29日）、西城秀樹「ハウスグラノラバー プレゼント大会」（1981年12月27日）、岩崎良美「バレンタインINアルタ」（1982年2月14日）などのイベントが行われた。
2024年3月21日、三越伊勢丹ホールディングスは、子会社の三越伊勢丹が運営する新宿アルタについて、翌2025年2月28日で営業を終了すると発表した。報道によると近年は、新型コロナ禍で客足が減ったことやJR新宿駅周辺の商業施設との競争が激しく営業赤字が続いていたという。
2025年2月28日の閉館セレモニーでは長年に亘って本館にて製作及び放送されてきた『笑っていいとも!』に因んで、店長の掛け声により、「いいともー!」のコールで締めた。
2025年3月、アルタの建物や土地を所有しているダイビルの関係者は朝日新聞の取材に対して、2025年4月末日から建物の解体作業を開始し、2026年6月頃までに完了する予定であることを明らかにしている。

## スタジオアルタ
地上7 - 8階の多目的スタジオでは、コマーシャル、テレビ番組制作、映画の収録・撮影などが行われ貸スタジオとして利用されていた。1982年10月4日から2014年3月31日まで『森田一義アワー 笑っていいとも!』（フジテレビ）の公開生放送に使用されていた。
番組初期はテレフォンショッキングのゲストへの電話の際に、未だ知名度の低かった新宿アルタの場所がわからない場合に備えて「昔の二幸（にこう）」などとタモリが案内することが多かった。
2016年3月31日を以て休止、スタジオとしては36年の歴史に幕を降ろした（新宿アルタそのものは営業を継続）。

### KeyStudio
2016年11月3日、スタジオアルタ跡は劇場「アルタシアター（ALTA THEATER）」に衣替えしてリニューアルオープン。杮落とし公演は「lol LIVE 3D」であった。しかし、アルタシアターは2018年4月8日を以て営業終了。同6月にはKeyStudio（運営はKeyHolder子会社のKeyStudio）として改装オープンした。
2025年2月28日、新宿アルタ閉館にともない閉場となった。最後の公演は、『LAST DAY keystudio最後の日』で、最後の出演者はオトメルキュールであった。

## ギャラリー
- 2006年
- 2007年
- 2014年
- 2024年
- 2025年、閉館翌日

### 注
1. ↑  「二幸」とは「海の幸、山の幸をお客様に提供する」に由来する。
2. ↑  1960年に増築した二幸の北側部分は建て替え時に解体されず現在も残っている。
3. ↑  テレビ東京も株主であるが、フジテレビと比べると極端に持株数は少なかった。